# Resort豐收號列車
Resort豐收（日语： Rizōto Minori */?）是由東日本旅客鐵道（JR東日本）行走於仙台站至新庄站之間的臨時快速列車（觀光列車）。列車途經東北本線和陸羽東線。
此條目同時記述行走「Resort豐收」的鐵路車輛「豐收」（日语： Minori */?）。

## 概要
此觀光列車是隨著舉行仙台·宮城地方旅遊活動而開辦。此列車是繼JR東日本的「Resort白神」與「閃亮陸奧」後，再次使用KiHa48形觀光型柴油列車行走。而此列車元會使用名為「豐收」的KiHa48形柴油列車。
「豐收」除了主要行走「Resort豐收」班次外，也會在其他線區行走其他愉快列車。也會與同車種的「View Coaster風」串聯行走。
在2020年（令和2年）3月，隨著車輛老化，發表在同年6月28日把車輛退役。但是，由於受到新冠疫情影響，在同年4月13日起已經暫停行走。因此當初預定在6月28日最後一次行走的安排也取消，並且檢討最後一次行走的日期。後來決定為於8月8日至10日開出臨時列車「謝謝Resort豐收號」，這是最後一次營運的期間。後繼車輛與列車方面，使用了KiHa110系柴油列車行走幾乎相同時間表的「快速湯煙號」。

## 運行概況
「Resort豐收」主要在星期五、六和日行走。在運輸日設有1個往返班次。上午班次為仙台 → 新庄，下午班次為新庄 → 仙台。在上行班次中，春至秋季與冬季的行車時間會相差約2小時。在下行班次中，列車會在鳴子溫泉站停靠較長時間。
使用列車方面，會以「豐收」3卡編成行走，但是有時也會以2卡編成行走。

### 停車站
仙台站 - 松島站 - 小牛田站 - 古川站 - 岩出山站 - 有備館站 - 川渡溫泉站 - 鳴子御殿湯站 - 鳴子溫泉站 - 中山平溫泉站 - 赤倉溫泉站 - 最上站 - 瀨見溫泉站 - 新庄站

## 使用車輛
以在五能線行走的觀光列車「Resort白神」之車輛（KiHa40·48形柴油列車的改裝車輛）作為基礎。把一抽3卡編成的KiHa48形車輛於郡山綜合車輛中心進行改裝。1號車廂是靠近仙台一方，所有車廂都是普通車廂。在改裝後沒有改變車輛編號。
愛稱「豐收」是在公開招募愛稱下決定。
各個車廂都設有可旋轉式躺椅。1、3號車廂（KiHa 48 550,546）設有瞭望廳，2號車廂（KiHa 48 549）設有活動空間。外觀方面，1、3號車廂的車頭形狀被變更了，而所有車廂的側窗變大了和變為青銅色玻璃梗窗，使乘客更能夠在車內遠眺沿線景色。塗裝方面，使用了「紅葉」作為靈感，塗上了深猩紅色和墨黑色。在車頭前方以「伊達政宗的頭盔」作為靈感，加上了仿古金色的裝飾。車頭與車身側邊下方以「稻穗」作為靈感，加上了金色邊。在車門處塗上了金屬銀色。
座位方面，以鳴子峽等紅葉作為設計靈感，主要色調是紅葉色。座椅間距比其他一般車輛為寬（1,200 mm）。在躺椅中，除了在躺椅前方設有桌子外，於躺椅的扶手上也設有桌子。1、3號車廂設有輪椅空間。
- 1號車廂 KiHa48 550 - 載客量34人
- 2號車廂 KiHa48 549 - 載客量36人
- 3號車廂 KiHa48 546 - 載客量34人

在結束行走後的8月12日。車輛回到郡山綜合車輛中心以準備於9月1日正式退役。

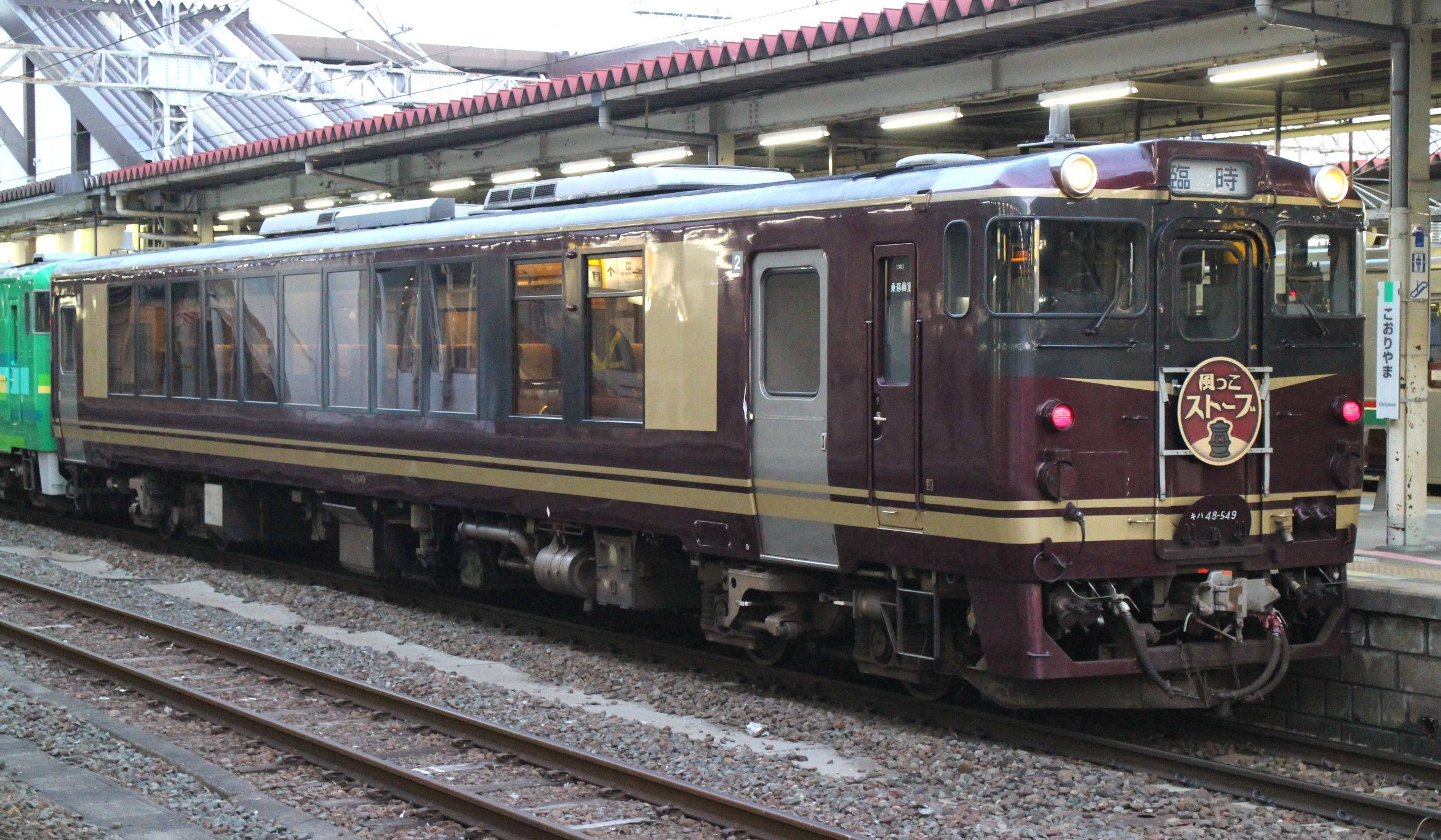
2號車廂 KiHa48-549（2015年2月）
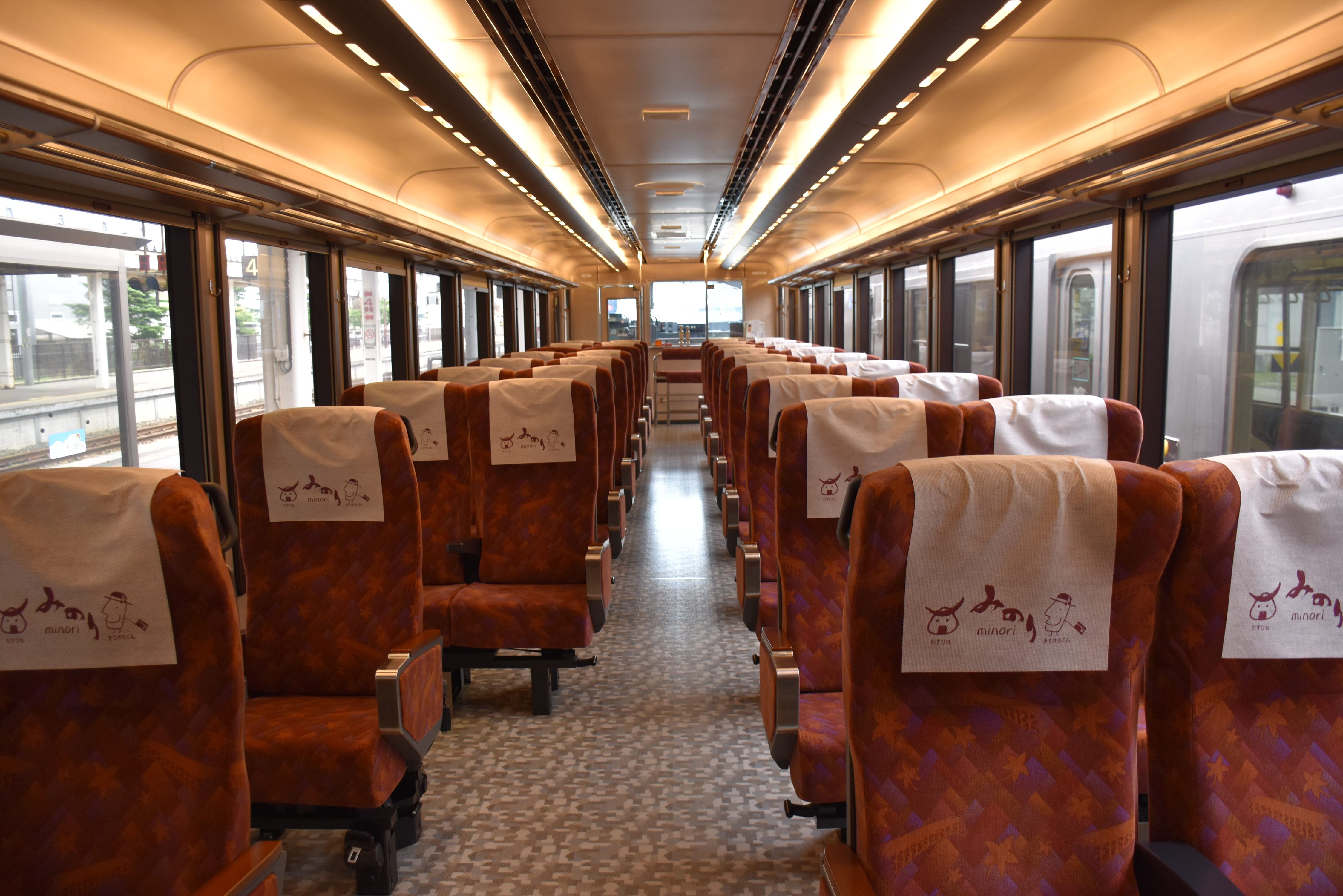
車內 （2016年7月）
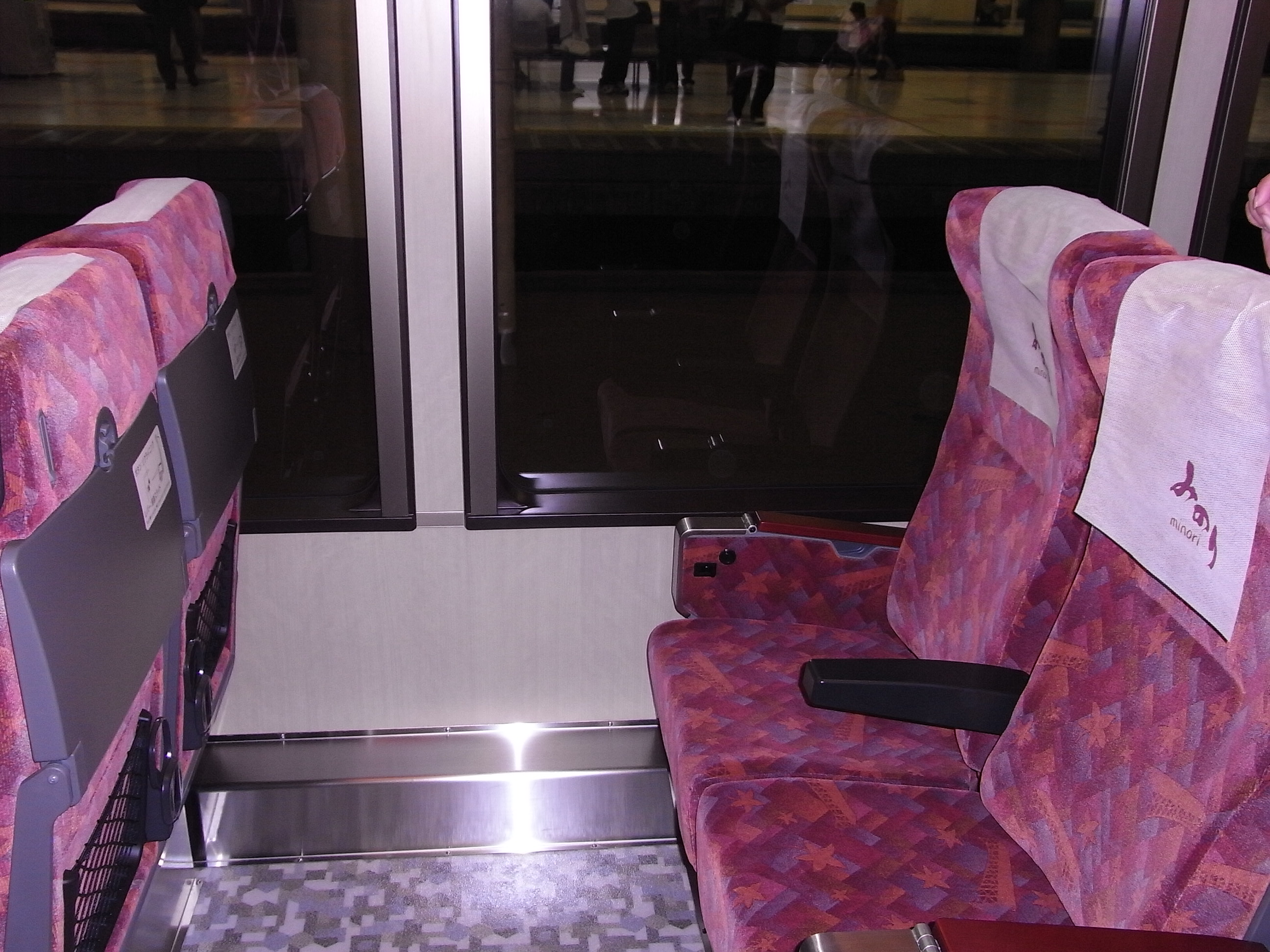
座位（2008年9月）

## 歷史
- 2008年（平成20年）
  - 5月：決定在陸羽東線行走的新型渡假柴油列車愛稱為「豐收」。
  - 9月14日、15日：在上野站公開展出使用車輛「豐收」。
  - 10月1日：開設臨時快速「Resort豐收」，行走於小牛田站至新庄站之間，使用上述提及的「豐收」[12]。
  - 10月4日：行走區間改為仙台站至新庄站之間。
- 2009年（平成21年）12月23日：乘坐人數累計達4萬人[13]。
- 2010年（平成22年）
  - 3月13日：實施時間表修正。在當日前，只於星期六、假日及指定日期行走。在當日起改為星期一、五、六、假日及指定日期行走。
  - 7月2日：乘坐人數累計達5萬人[14]。
- 2013年（平成25年）8月24日：乘坐人數累計達10萬人[15]。
- 2015年（平成27年）6月9日、19日：開設臨時列車班次，行走於仙台站至女川站之間，途經東北本線和石卷線[16]。
- 2016年（平成28年）3月19日：乘坐人數累計達15萬人[17]。
- 2019年（令和元年）7月20日：乘坐人數累計達20萬人[18]。
- 2020年（令和2年）
  - 4月13日 : 受到新冠疫情影響，直至同年5月31日前暫停行走[7]。
  - 5月13日 : 繼續暫停行走至同年6月1日或以後[8]。
  - 8月8日至10日：開設團體專用列車「謝謝Resort豐收號」。在這三日後，「豐收」車輛正式結束行走，「Resort豐收號」也被廢除[1][注 1]。

## 注腳